# Трудовка
Тру́довка (рос. Трудовка, башк. Трудовка) — присілок у складі Аургазинського району Башкортостану, Росія. Входить до складу Кебячевської сільської ради.
Населення — 22 особи (2010; 25 в 2002).
Національний склад:
- чуваші — 64%
- росіяни — 36%